# Polná (Hazlov)
Polná (németül Hirschfeld) jelenleg Hazlov településrésze Csehországban a Karlovy Vary-i kerület Chebi járásában. Korábban önálló község.

## Fekvése
Az Aši-kiszögellés déli részén, Aštól 8 km-re délkeletre, Hazlovtól 2 km-re nyugatra fekszik.

## Története
Német telepesek alapították. Első írásos említése 1307-ből származik, ekkor Lipná, Franky és Podílná településekkel együtt a libái Zedtwitz-család birtokában volt. 1850-ben az aschi járásba sorolták be. Később önálló község, melynek Franky és Podílná tanyák is részét képezték. A 19. század végén 640 lakosa volt. A második világháború után német nemzetiségű lakosságát kitelepítették, ekkor szinte teljesen elnéptelenedett.  Az 1950-es évek kezdetén a település egy részét a határsáv tiltott övezetévé nyilvánították, s az ott fekvő lakóházak lebontásra kerültek. A szocializmus évtizedeiben határőrségi laktanyát építettek a település környékén. Jelenleg Hazlov településrésze.

## Nevezetességek
- Legrégibb lakóháza, melyen a helyi népi építészet stílusjegyei felfedezhetők, 1792-ben épült. Kápolnájában Szűz Mária kép.
- Néhány út menti feszület és kőkereszt.
- Az államhatár közelében található kereszt alakú gránitkő, melynek műemléki besorolása viták tárgyát képezi, egyes nézetek szerint természetes képződmény.
- A községet érintő 2065 és 2057 számú kerékpárutak, valamint a piros jelzésű turistaösvény.

## Lakossága
| Év            | 1850 | 1930 | 1947 | 1961 | 1970 | 2001 |
| ------------- | ---- | ---- | ---- | ---- | ---- | ---- |
| Lakosok száma | 587  | 524  | 117  | 139  | 101  | 45   |

## Képtár

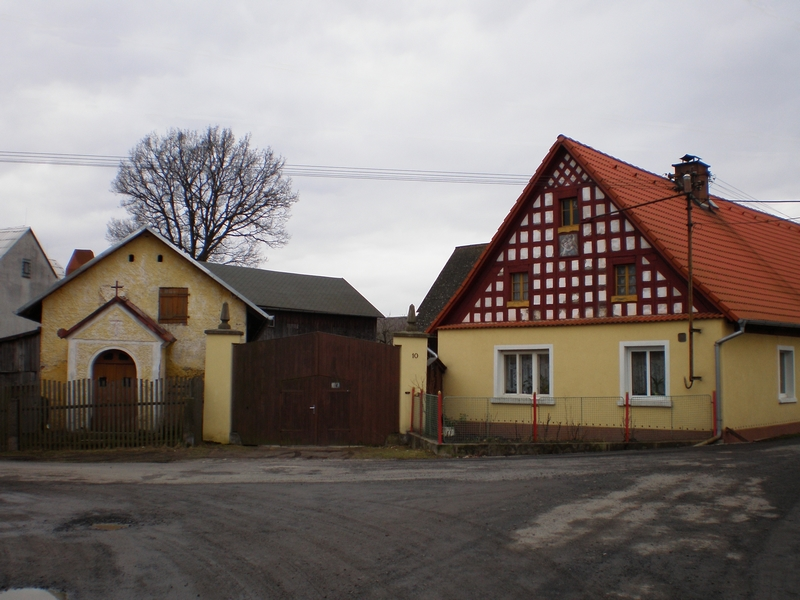
A népi építészet helyi hagyományos stíluselemeivel díszített ház kápolnával
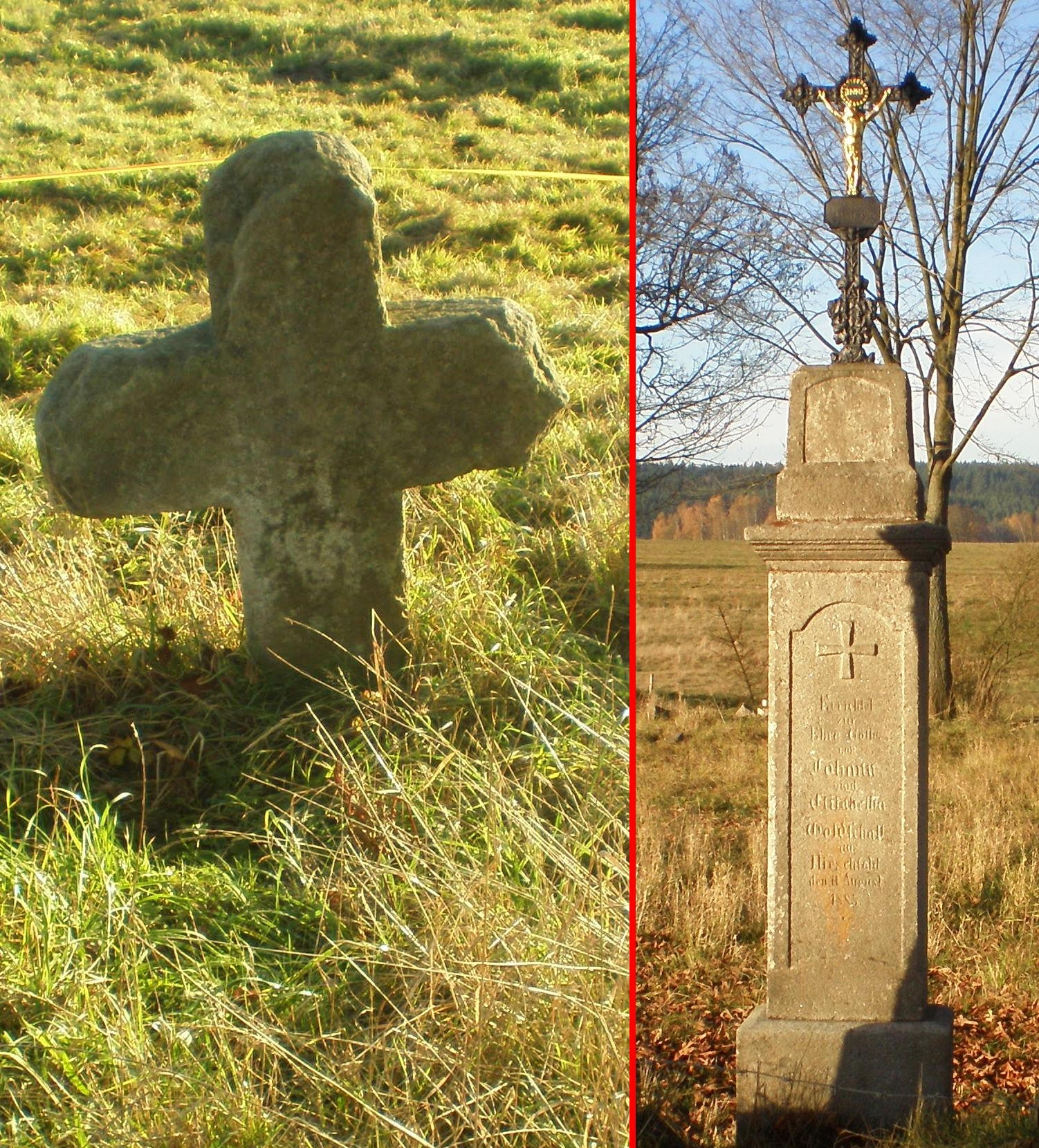
Kőkereszt és feszület

## Fordítás
- Ez a szócikk részben vagy egészben a Polná (Hazlov) című cseh Wikipédia-szócikk ezen változatának fordításán alapul.  Az eredeti cikk szerkesztőit annak laptörténete sorolja fel. Ez a jelzés csupán a megfogalmazás eredetét és a szerzői jogokat jelzi, nem szolgál a cikkben szereplő információk forrásmegjelöléseként.